# Saison 2018 de l'équipe cycliste féminine Sunweb
La saison 2018 de l'équipe cycliste féminine Sunweb est la huitième de la formation. L'effectif est quasiment stable avec l'arrivée de deux jeunes coureuses prometteuses : Pernille Mathiesen et Ruth Winder. Rozanne Slik, Sabrina Stultiens  et Molly Weaver quittent l'équipe.
L'équipe présente un collectif équilibré qui réalise des résultats réguliers durant toute la saison. Coryn Rivera remporte le Women's Tour et le championnat des États-Unis sur route. Elle est aussi troisième du Grand Prix de Plouay et du Tour de Norvège. Ellen van Dijk remporte pour la troisième fois consécutive le championnat d'Europe de contre-la-montre. Elle est également troisième des championnats du monde de la discipline. Elle inscrit son nom au palmarès de La Madrid Challenge by La Vuelta et se classe deuxième du Boels Ladies Tour et du Tour de Thuringe. Lucinda Brand est deuxième de l'Amstel Gold Race, quatrième du Tour d'Italie, et sixième du championnat du monde du contre-la-montre. Elle est également troisième des championnats du monde de cyclo-cross. Leah Kirchmann est championne du Canada du contre-la-montre et quatrième aux championnats du monde de la discipline. Ruth Winder gagne une étape du Tour d'Italie et se montre à son avantage lors du Tour de l'Ardèche qu'elle finit à la quatrième place. Liane Lippert confirme ses capacités en devenant championne d'Allemagne sur route et en gagnant avec la manière le Tour de Belgique. Sunweb confirme être une des meilleures formations en contre-la-montre par équipes. Elle remporte ainsi celui du Tour de Norvège, du Tour d'Italie et de La Madrid Challenge by La Vuelta. Elle se classe deuxième à Vårgårda. Cependant, elle n'obtient que la troisième place lors des championnats du monde de la discipline. Au moment du bilan, Coryn Rivera est cinquième du classement World Tour et septième du classement UCI. L'équipe est troisième des deux classements.

## Préparation de la saison

### Partenaires et matériel de l'équipe

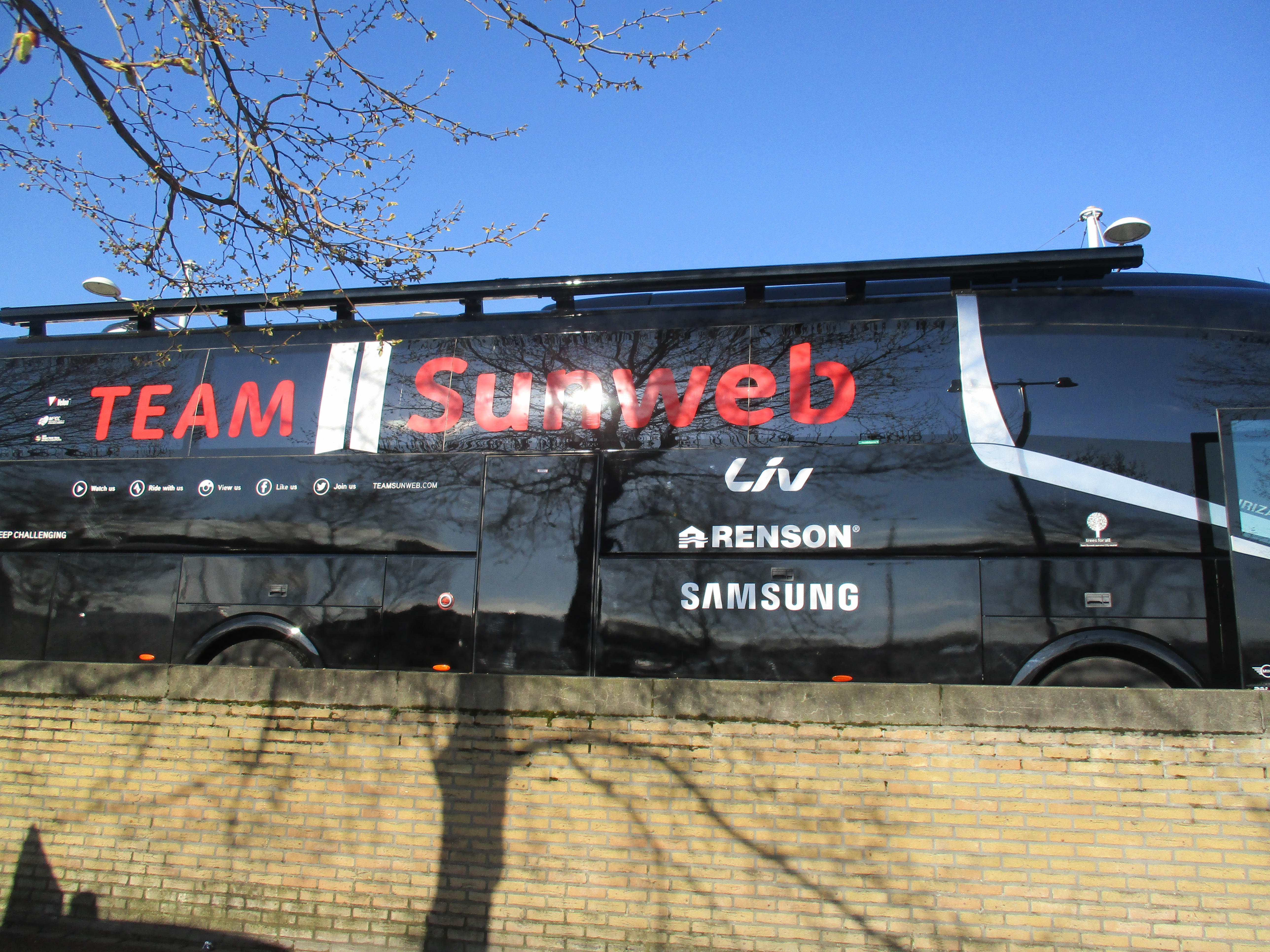
Bus de l'équipe

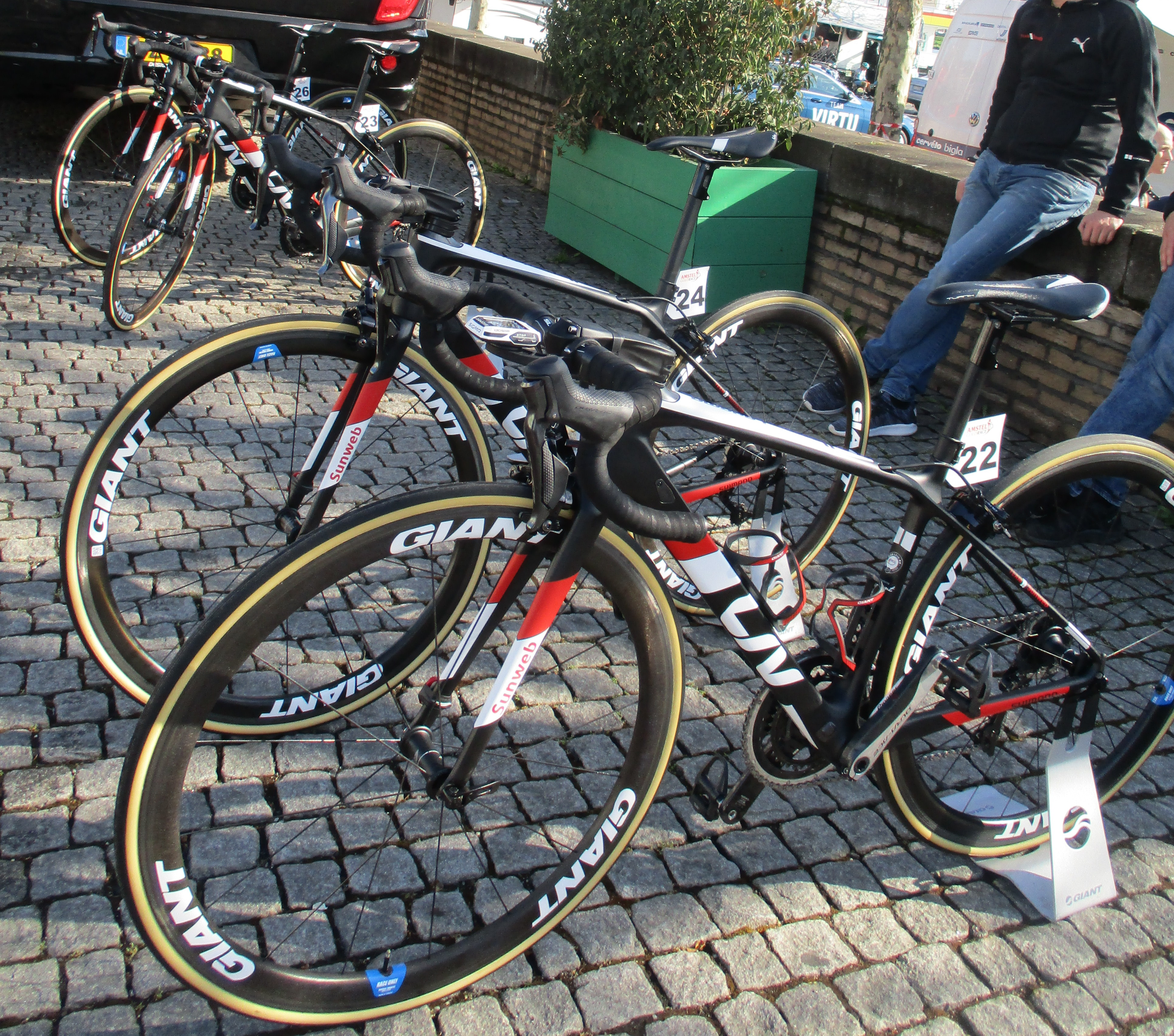
Vélo de l'équipe

Sunweb est le sponsor principal de l'équipe cette saison. Le maillot de l'équipe est rayé de blanc et noir, avec des touches de rouge. Ce maillot, fourni par Etxeondo, est identique à celui de l'équipe masculine Sunweb.
Les vélos sont de marque Liv, la ligne féminine du constructeur Giant. Les roues sont de cette dernière marque, le groupe est Shimano.

### Arrivées et départs
L'effectif de l'équipe est quasiment stable. La championne d'Europe espoirs sur route et du contre-la-montre Pernille Mathiesen et la jeune Américaine Ruth Winder, qui sort d'une très bonne saison route 2017, rejoignent l'équipe.
Au niveau des départs, la grimpeuse Rozanne Slik rejoint la formation  FDJ-Nouvelle Aquitaine-Futuroscope. Sabrina Stultiens retourne chez l'ex-équipe Rabo Liv dénommée en 2018 WaowDeals. Enfin, Molly Weaver longtemps blessée durant la saison rejoint Drops.
| Arrivées           | Équipe 2017      |
| ------------------ | ---------------- |
| Pernille Mathiesen | Virtu            |
| Ruth Winder        | UnitedHealthcare |

| Départs           | Équipe 2018                        |
| ----------------- | ---------------------------------- |
| Rozanne Slik      | FDJ-Nouvelle Aquitaine-Futuroscope |
| Sabrina Stultiens | WaowDeals                          |
| Molly Weaver      | Drops                              |

## Effectif et encadrement

### Effectif
| Effectif 2018      | Effectif 2018     | Effectif 2018 | Effectif 2018                         |
| Cycliste           | Date de naissance | Pays          | Équipe précédente                     |
| ------------------ | ----------------- | ------------- | ------------------------------------- |
| Lucinda Brand      | 2 juillet 1989    | Pays-Bas      | Rabo Liv Women (2016)                 |
| Leah Kirchmann     | 30 juin 1990      | Canada        | Optum-Kelly Benefit Strategies (2015) |
| Juliette Labous    | 4 novembre 1998   | France        | VC Morteau Montbenoit (2016)          |
| Liane Lippert      | 13 janvier 1998   | Allemagne     |                                       |
| Floortje Mackaij   | 18 octobre 1995   | Pays-Bas      |                                       |
| Pernille Mathiesen | 5 octobre 1997    | Danemark      | Virtu Cycling Women (2017)            |
| Coryn Rivera       | 26 août 1992      | États-Unis    | UnitedHealthcare Women's Team (2016)  |
| Julia Soek         | 12 décembre 1990  | Pays-Bas      | Sengers (2013)                        |
| Ellen van Dijk     | 11 février 1987   | Pays-Bas      | Boels Dolmans (2016)                  |
| Ruth Edwards       | 9 juillet 1993    | États-Unis    | UnitedHealthcare Women's Team (2017)  |
|                    |                   |               |                                       |
| Source : UCI       |                   |               |                                       |

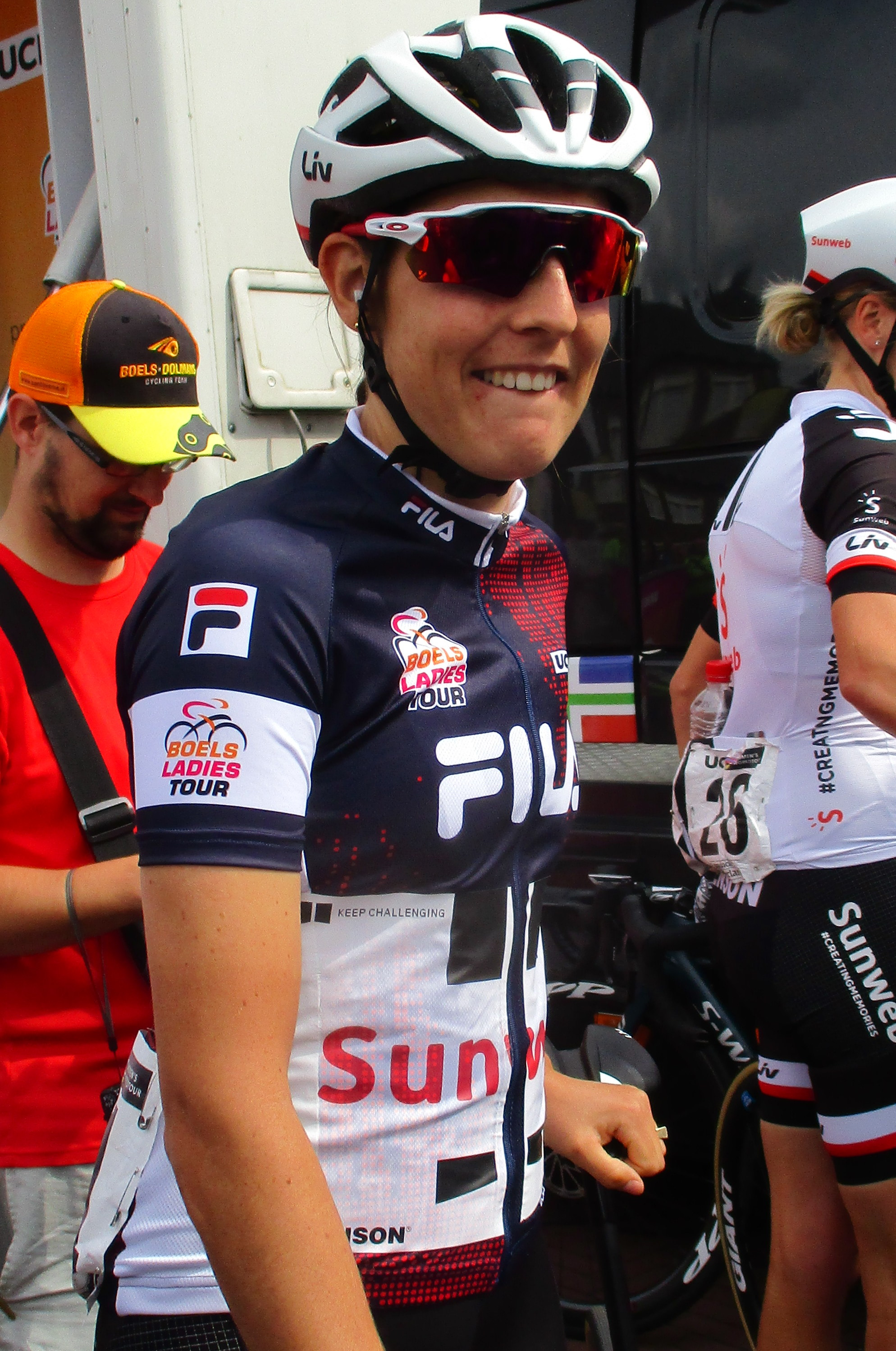
Lucinda Brand
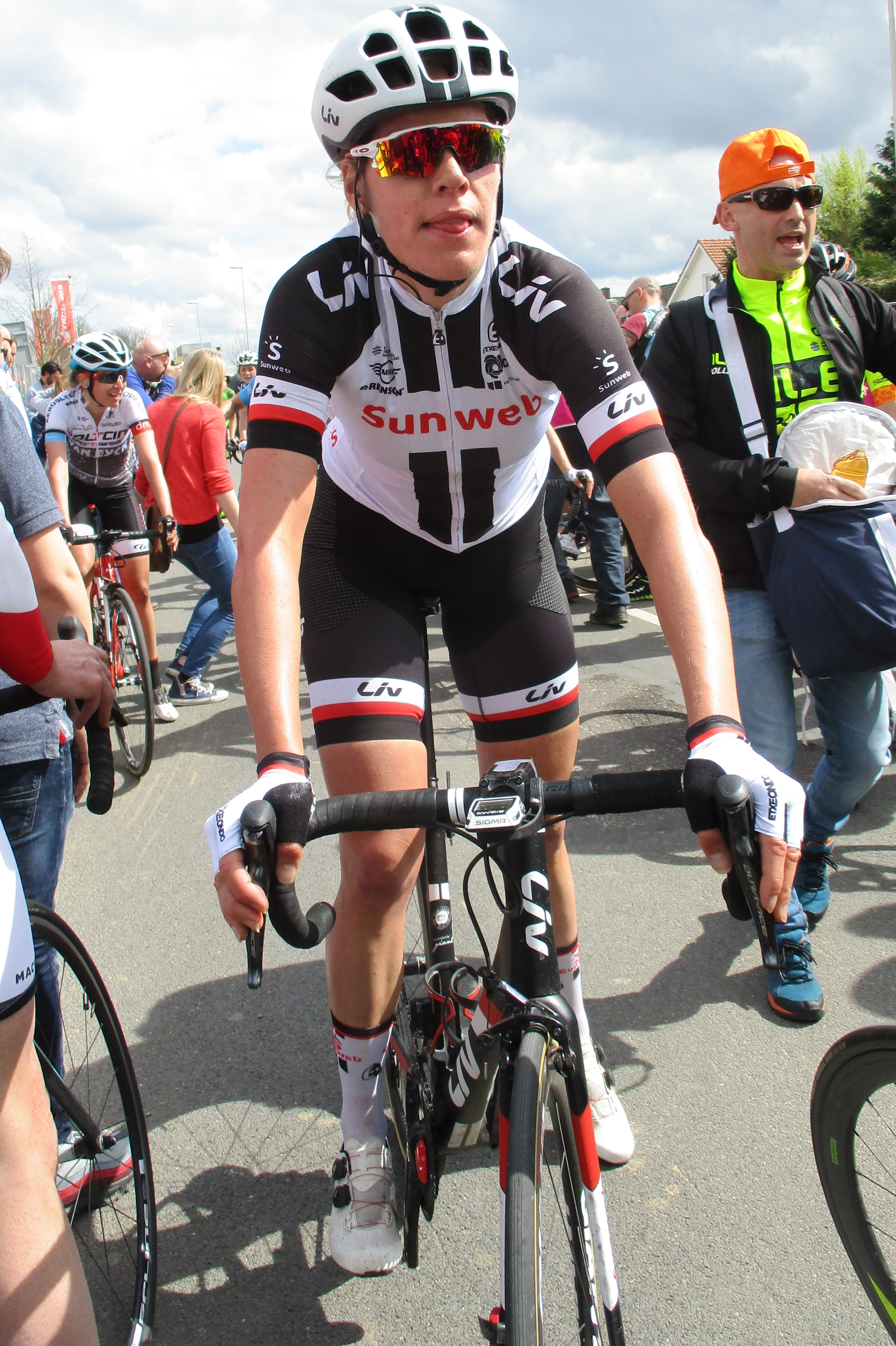
Ellen van Dijk
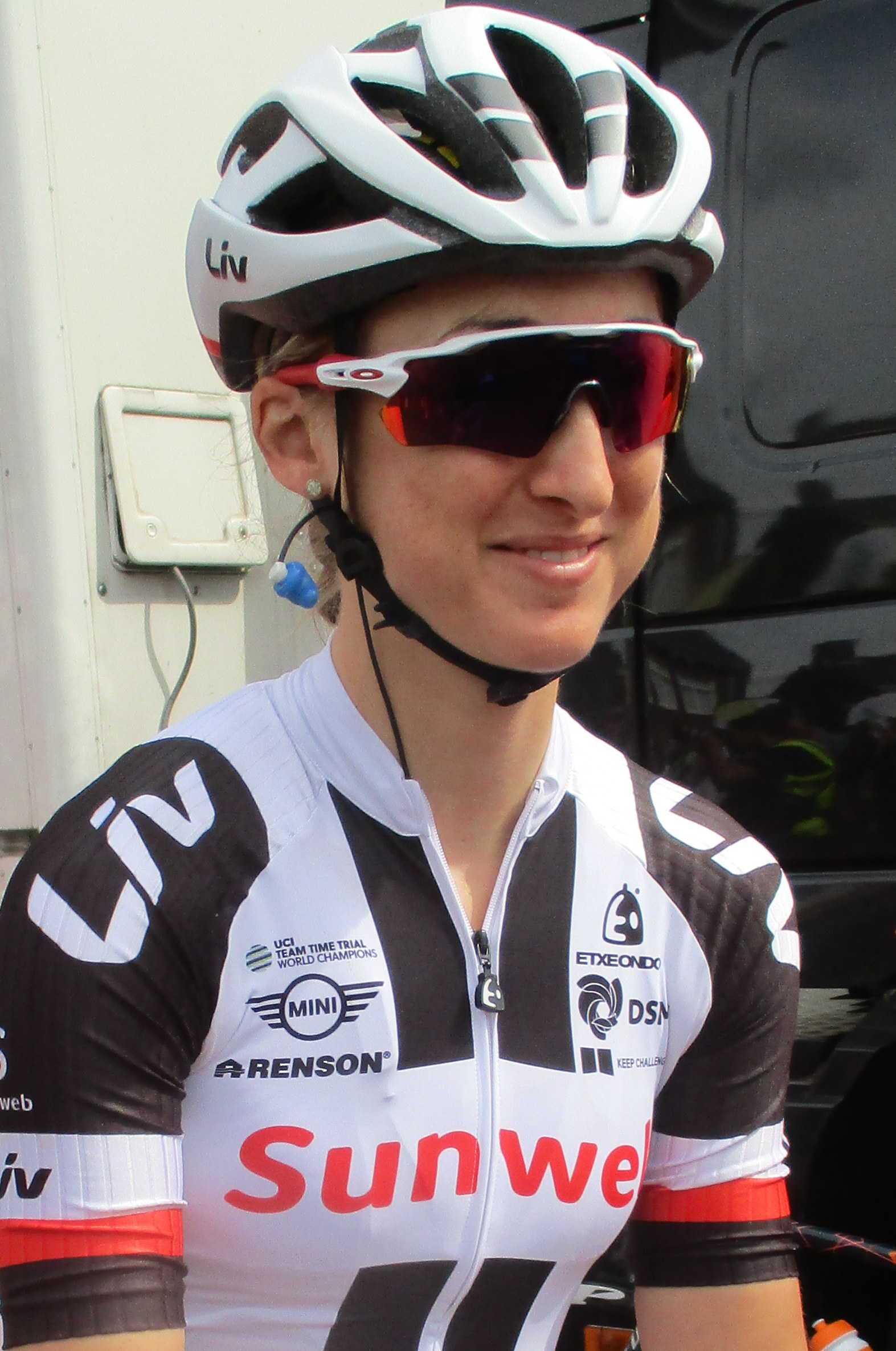
Leah Kirchmann
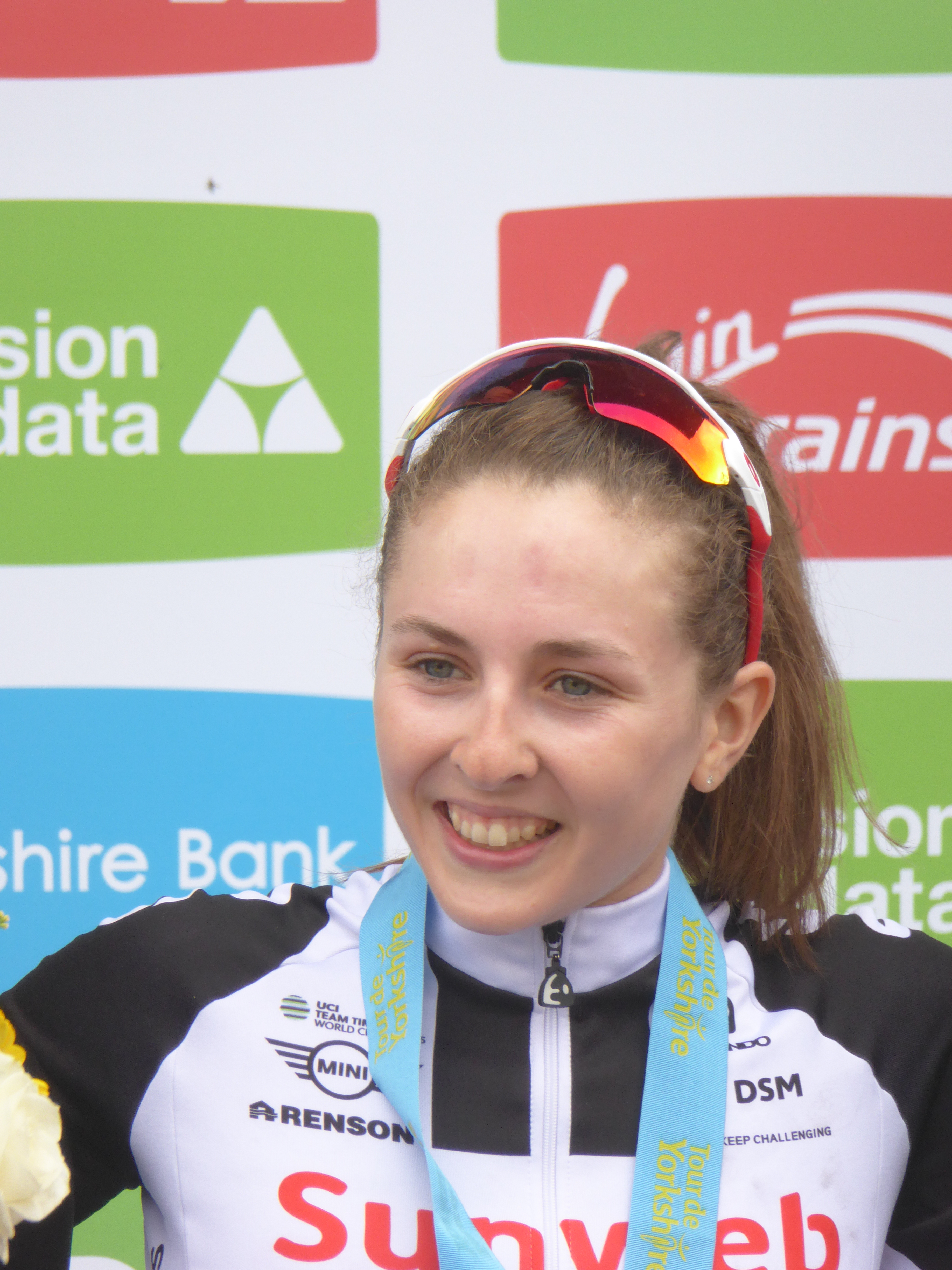
Juliette Labous
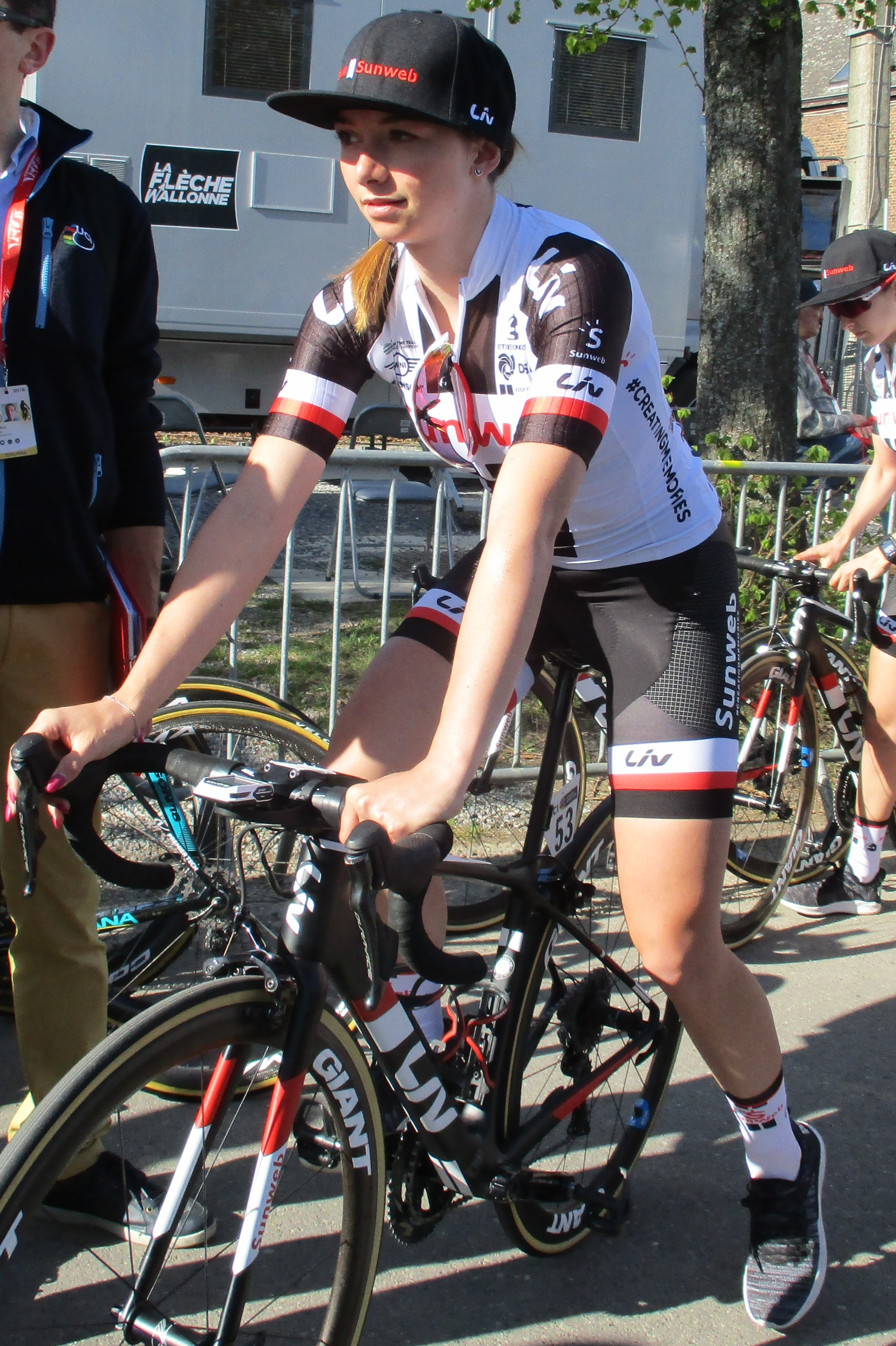
Liane Lippert
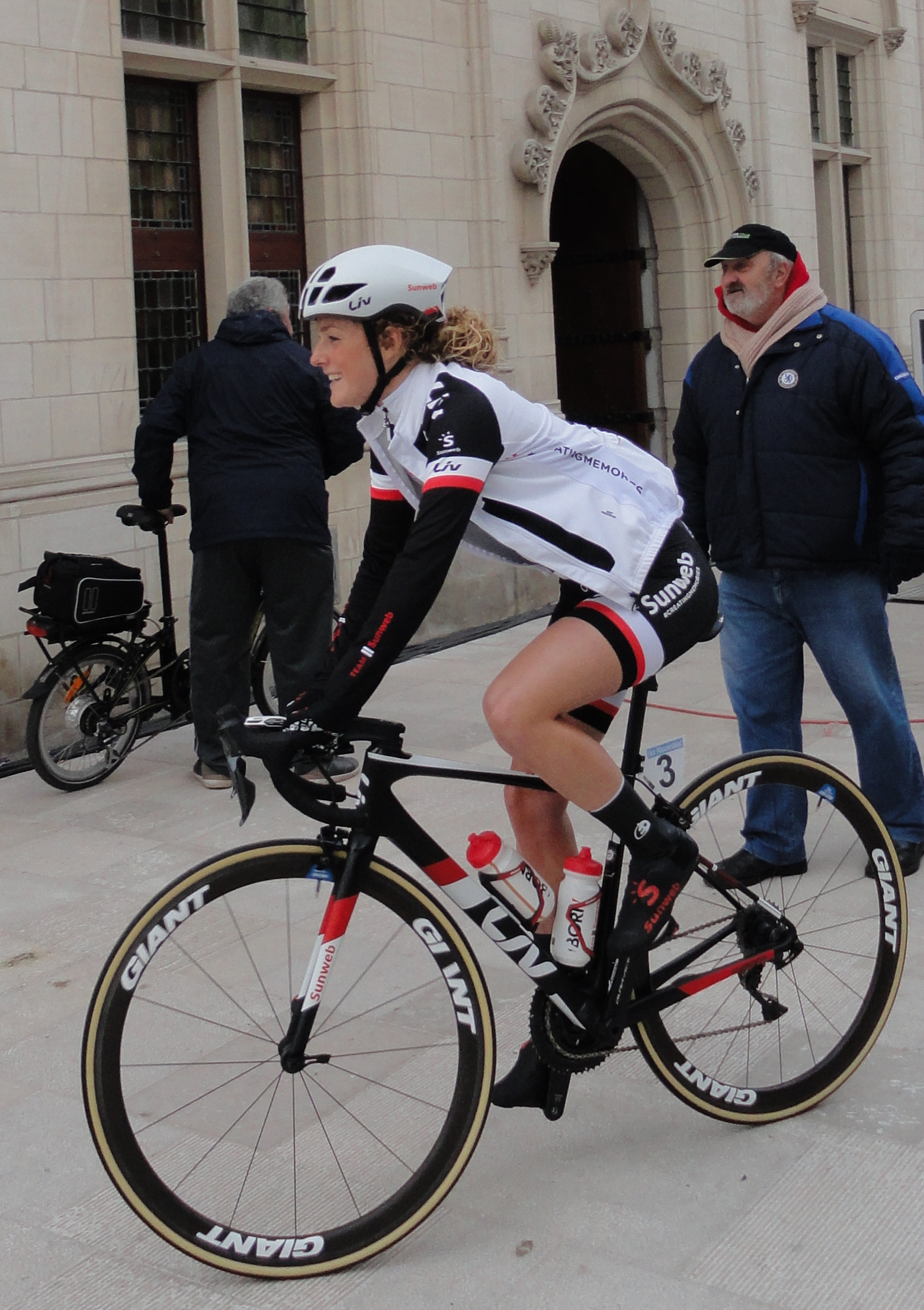
Floortje Mackaij
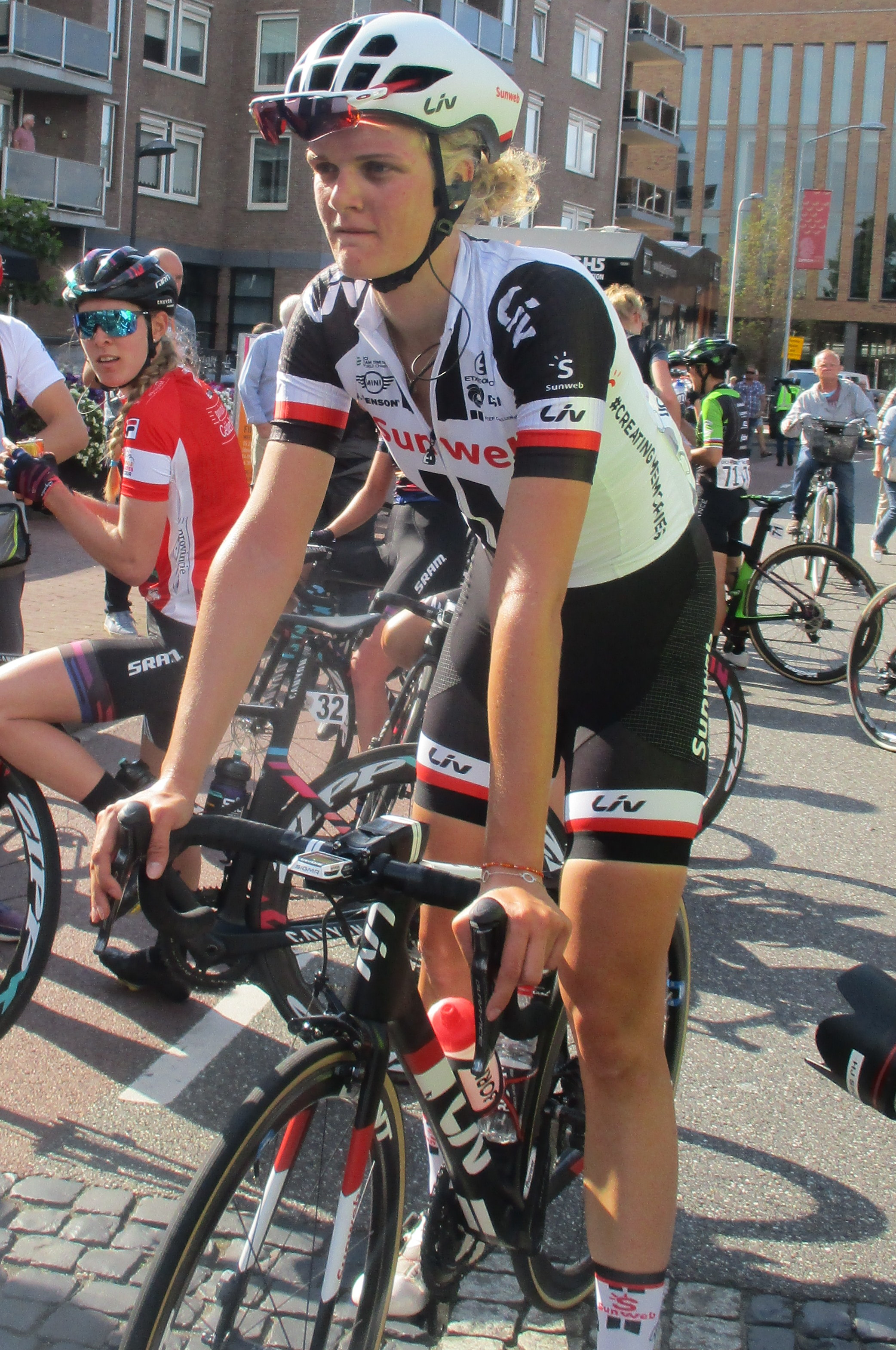
Pernille Mathiesen
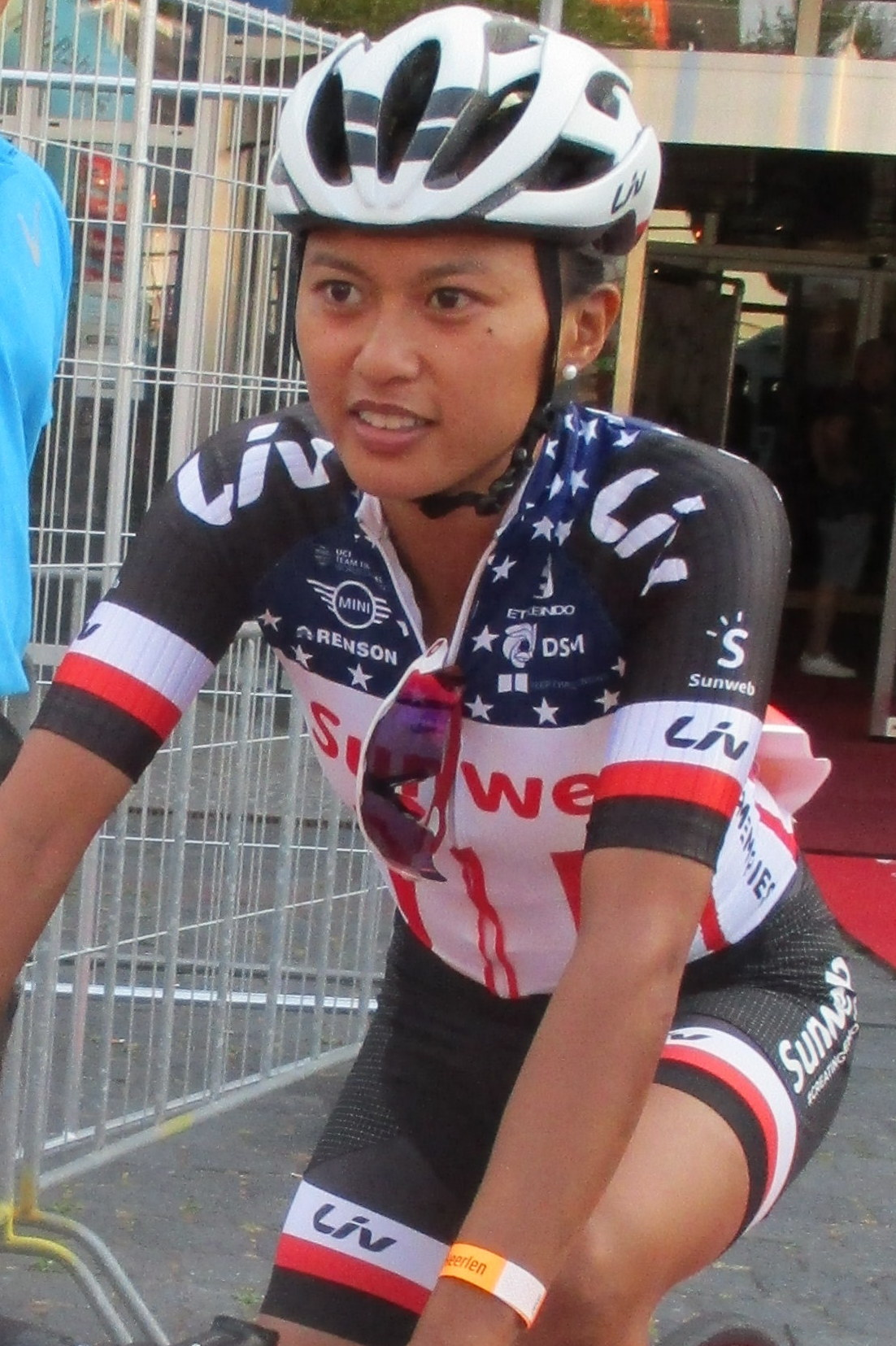
Coryn Rivera
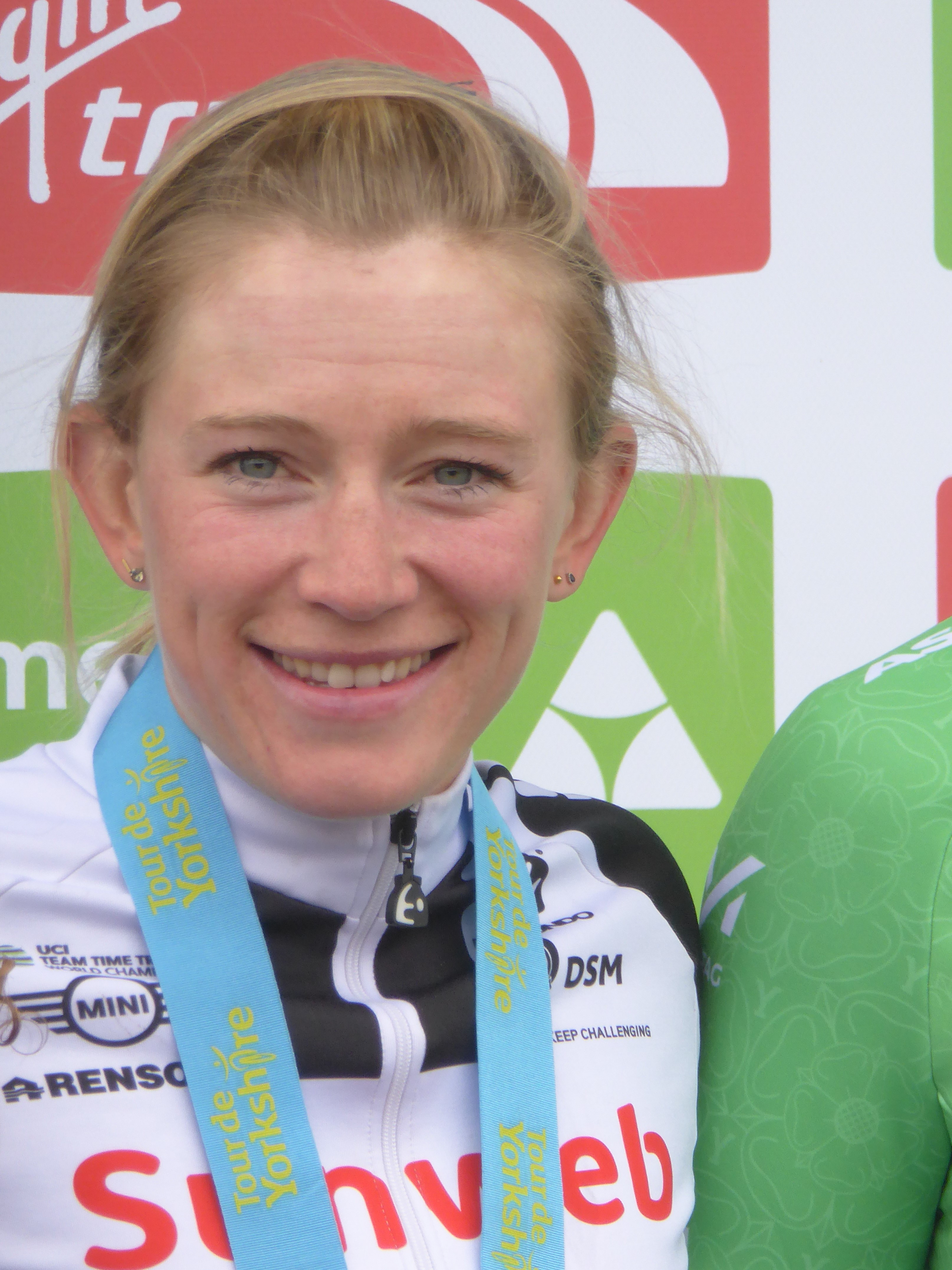
Julia Soek
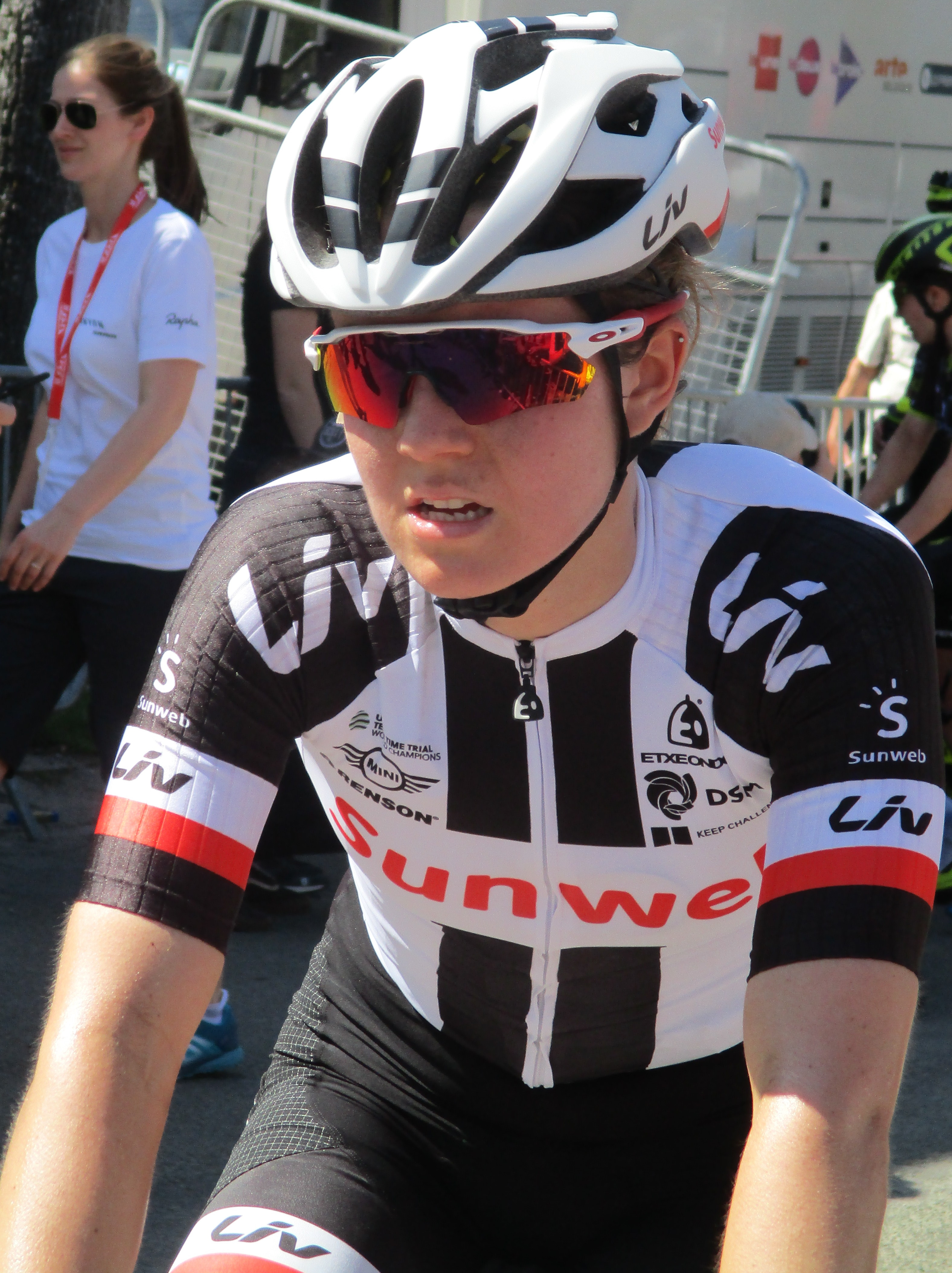
Ruth Winder

### Encadrement
Hans Timmermans est directeur sportif. Francien Schuurman-Smit est le représentant de l'équipe auprès de l'UCI.

## Déroulement de la saison

### Février-mars
Au championnat du monde de cyclo-cross, Lucinda Brand longtemps quatrième accélère durant la course et finit troisième.
À l'Omloop van het Hageland, l'équipe se montre très active. Dans le dernier passage sur le Roeselberg, Ellen van Dijk accélère. Elle réussit à rester seule à l'avant jusqu'au bout. La semaine suivante, aux Strade Bianche, dans le cinquième secteur pavés, le plus long, Ellen van Dijk suit l'attaque de Alena Amialiusik  avec Chantal Blaak. Leur avance monte à quarante secondes à trente-quatre kilomètres de l'arrivée. Elles sont finalement revues par le reste du peloton dans le secteur pavé numéro six. Ellen van Dijk est finalement neuvième,. Le lendemain, sur le circuit du Westhoek, Floortje Mackaij part dans le Catteberg à quatre kilomètres de l'arrivée. Elle s'impose seule. Au Samyn des Dames, elle confirme sa bonne forme en finissant deuxième derrière Janneke Ensing. Elle est ensuite sixième du Drentse 8 au sprint.

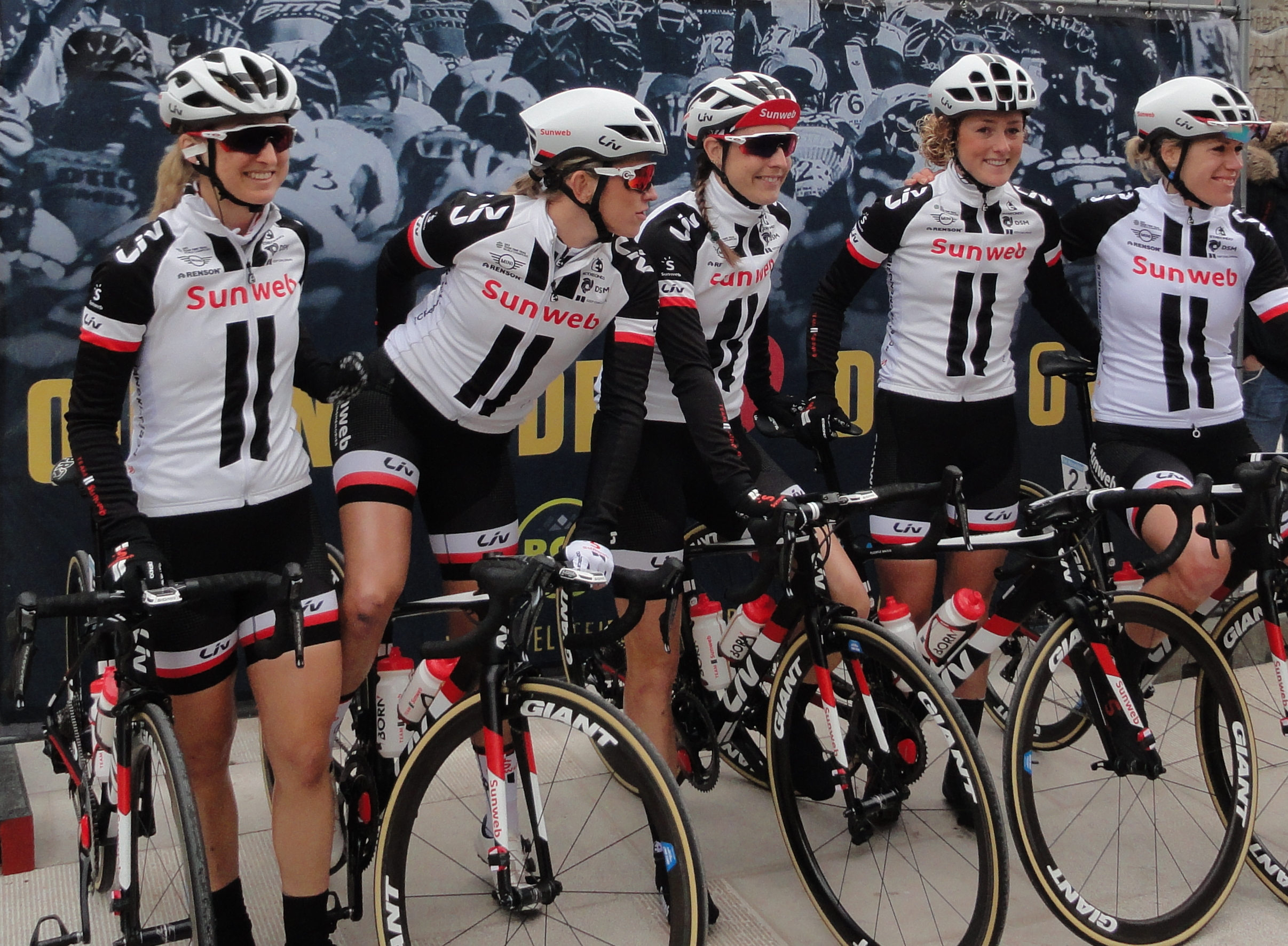
Équipe au Tour des Flandres

Au Tour de Drenthe, l'équipe se montre active mais ne parvient pas à trouver l'ouverture. Coryn Rivera est sixième du sprint,. Sur À travers les Flandres, dans la côte du Trieu, les favorites accélèrent. On retrouve ainsi devant sept coureuses dont  Floortje Mackaij et Ellen van Dijk. Dans le dernier secteur pavé, le Herlegemstraat, Ellen van Dijk attaque. Elle utilise ses capacités en contre-la-montre pour aller s'imposer seule. Derrière, Amy Pieters règle le peloton devant Floortje Maackaij,. À Gand-Wevelgem, dans les dix kilomètres, Leah Kirchmann puis  Ellen van Dijk tentent de s'échapper. Toutefois, la course se finit par un sprint massif. Floortje Mackaij est septième,.

### Avril
Ellen van Dijk arrive sur le Tour des Flandres avec le statut de favorite. Elle est présente à l'avant dans la montée du mur de Grammont. Au sommet du Kruisberg, onze favorites se trouvent à l'avant dont Ellen van Dijk. Juste après, à vingt-cinq kilomètres de l'arrivée, Katarzyna Niewiadoma lance une escarmouche, mais c'est Anna van der Breggen qui part. Ellen van Dijk tente de la suivre, mais ne parvient pas à la reprendre. Elle se classe finalement septième,. À la Flèche brabançonne, Liane Lippert fait partie du groupe qui se détache lors de l'arrivée sur le circuit urbain. La course se finit néanmoins par un sprint. Marta Bastianelli s'impose devant Leah Kirchmann.

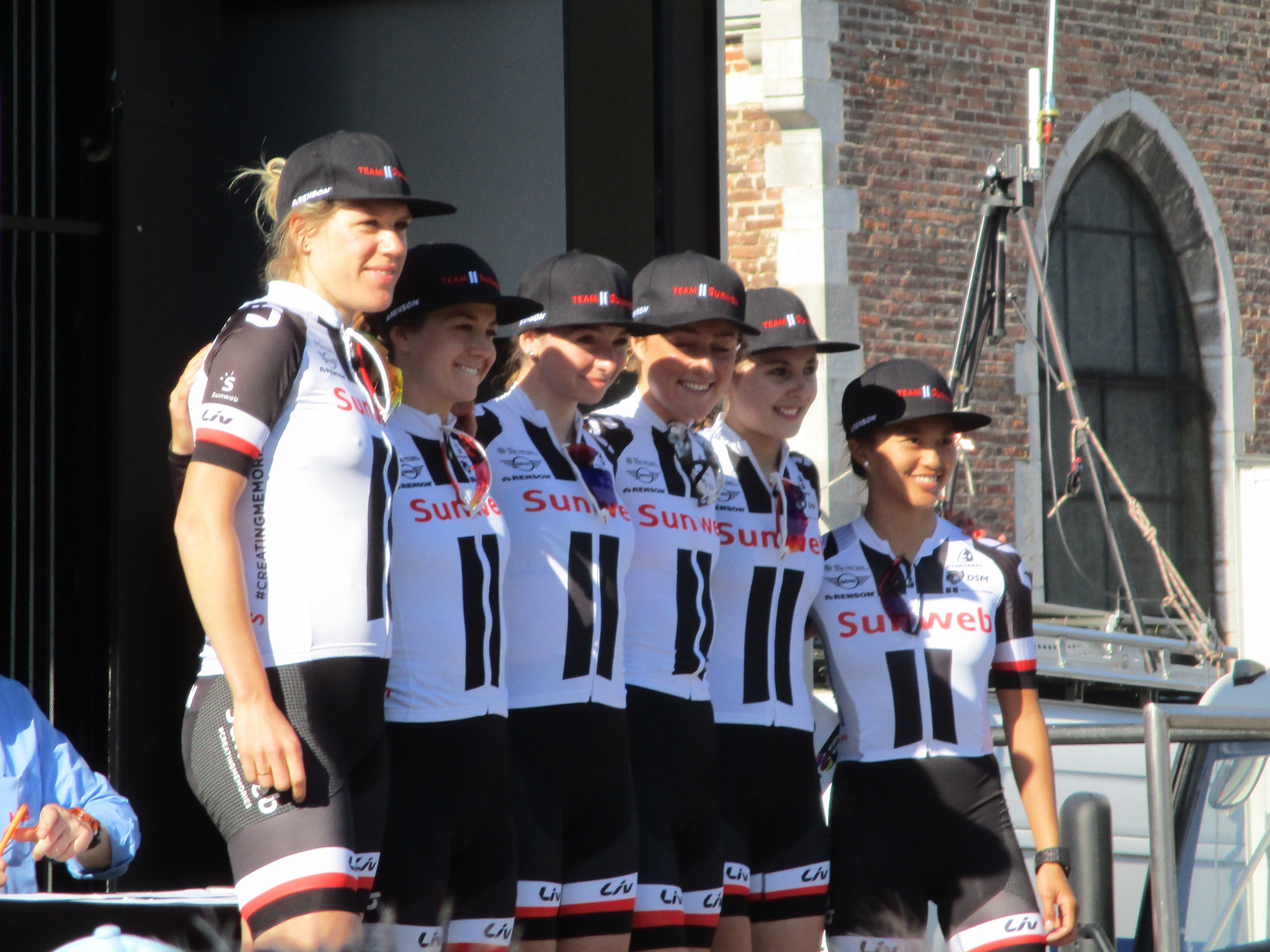
Au départ de la Flèche wallonne

À l'Amstel Gold Race , le passage du Keutenberg au kilomètre cinquante-quatre provoque une sélection. Un groupe de huit coureuses se forme à son sommet et le reste du peloton est divisé en deux. Le groupe de tête comprend notamment Lucinda Brand. L'avantage de l'échappée monte alors à deux minutes trente. Dans l'avant-dernière montée du Cauberg, Chantal Blaak accélère et n'est suivie que par Alexis Ryan puis par Amanda Spratt. Derrière, Brand, Cordon et Markus allient leurs forces et reviennent sur la tête. Dans la dernière montée du Cauberg, Lucinda Brand est la première à accélérer. Amanda Spratt enchaîne. Chantal Blaak prend les roues. Les trois athlètes abordent la dernière ligne droite ensemble. Amanda Spratt ouvre la route, Lucinda Brand lance le sprint mais est rapidement dépassée par Chantal Blaak qui s'impose facilement,. À Liège-Bastogne-Liège, Ellen van Dijk parvient à se maintenir dans un groupe à l'avant de la course. Elle règle ce groupe et prend ainsi la cinquième place.

### Mai

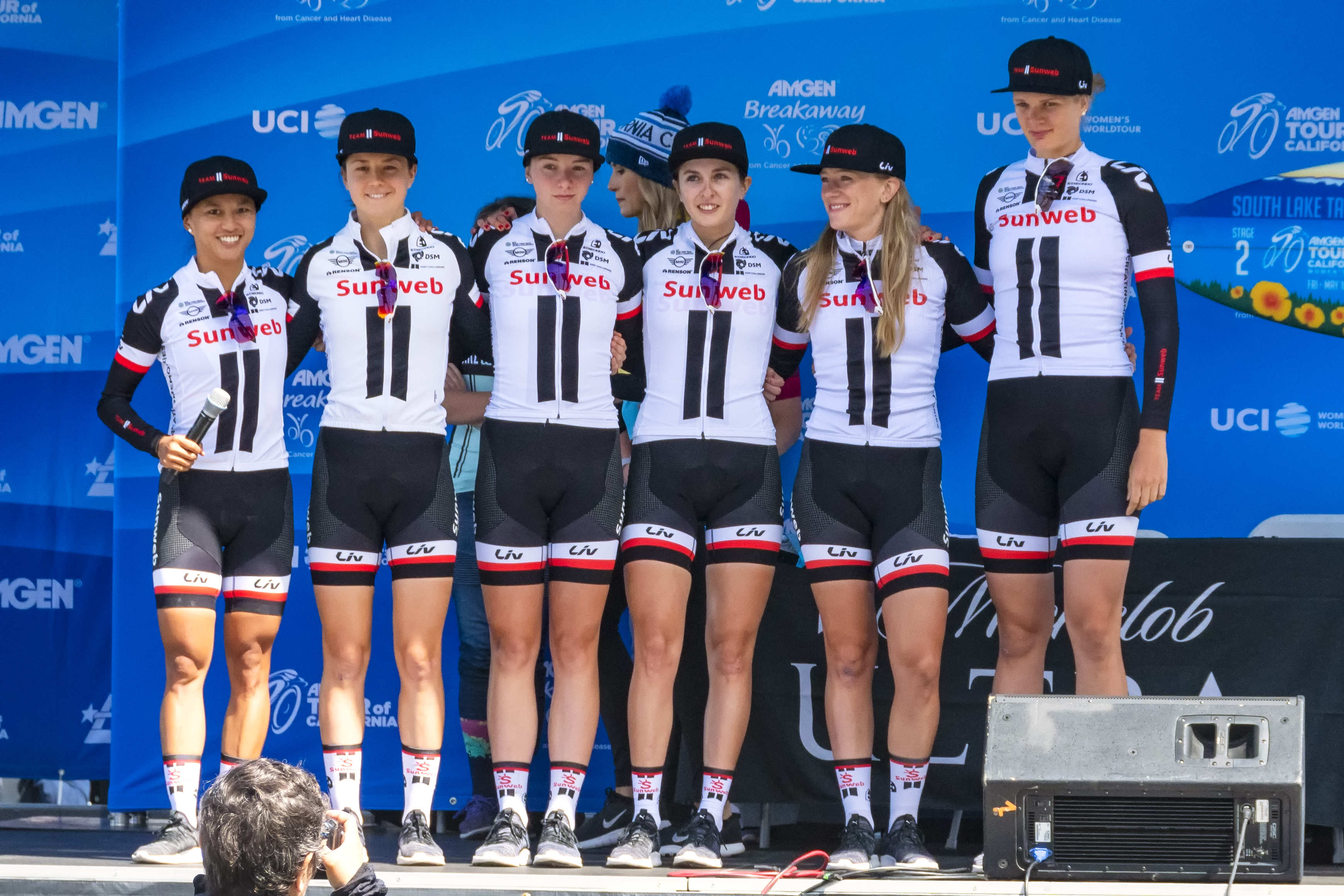
Au Tour de Californie

Au Tour de Yorkshire, Floortje Mackaij est septième de la première étape. Le lendemain, Liane Lippert est sixième et Juliette Labous septième. Au classement général, l'Allemande est quatrième et la Française septième,.
Au Tour de Californie, sur la première étape, Coryn Rivera prend la cinquième place au sprint,. Le lendemain, Coryn Rivera forme une échappée avec Lily Williams. Au pied du Daggett Pass, tout est regroupé. Dans l'ascension, les meilleures dont Ruth Winder se détachent. Cette dernière doit cependant lâcher prise avant le sommet. Juliette Labous est neuvième de l'étape et du classement général,. Sur le critérium faisant office de dernière étape, Coryn Rivera est quatrième du sprint. Juliette Labous conserve sa neuvième place au classement général.
Au Tour de Thuringe, les premières étapes se concluent au sprint. Coryn Rivera s'impose sur l'étape inaugurale,. Elle est deuxième le lendemain derrière Elena Cecchini, puis de nouveau lauréate sur la troisième étape. L'équipe n'en est pas moins à l'attaque avec Liane Lippert et Floorjte Mackaij sur la deuxième étape et Lucinda Brand sur la troisième,,. Sur la quatrième étape, la formation Sunweb fait le forcing sur le mur de Meerane et provoque une cassure. Sur seize coureuses à l'avant, cinq sont de l'équipe. À vingt-cinq kilomètres de l'arrivée, Lucinda Brand et Liane Lippert font partie du groupe de cinq coureuses qui s'extrait du précédent. Un regroupement général a pourtant lieu et Ellen van Dijk est deuxième du sprint. Le lendemain, sur l'étape autour de l'Hanka-Berg, Coryn Rivera, la maillot jaune, attaque dès les premiers kilomètres. Elle est appuyée de Pernille Mathiesen. Toutefois, elle reprise au pied de la montée finale. Dans celle-ci, Ellen van Dijk prend de nouveau la deuxième place. Elle est aussi deuxième du classement général deux secondes derrière Lisa Brennauer,. Lors de la sixième étape, Pernille Mathiesen est de nouveau à l'avant. Par la suite, Floortje Mackaij sort également afin d'aller chercher les bonifications. Finalement, Ellen van Dijk se classe cinquième. Le contre-la-montre final est décisif, sept secondes seulement séparant l'Allemande d'Ellen van Dijk, elle aussi ancienne championne du monde de la discipline. Lisa Brennauer ne cède que deux secondes sur la Néerlandaise et conserve son maillot jaune. Ellen van Dijk remporte l'étape et est deuxième du classement général, Lucinda Brand est troisième de l'étape et remonte à la même place au classement général, Coryn Rivera en est quatrième ainsi que meilleure sprinteuse. La formation est logiquement la meilleure équipe.

### Juin

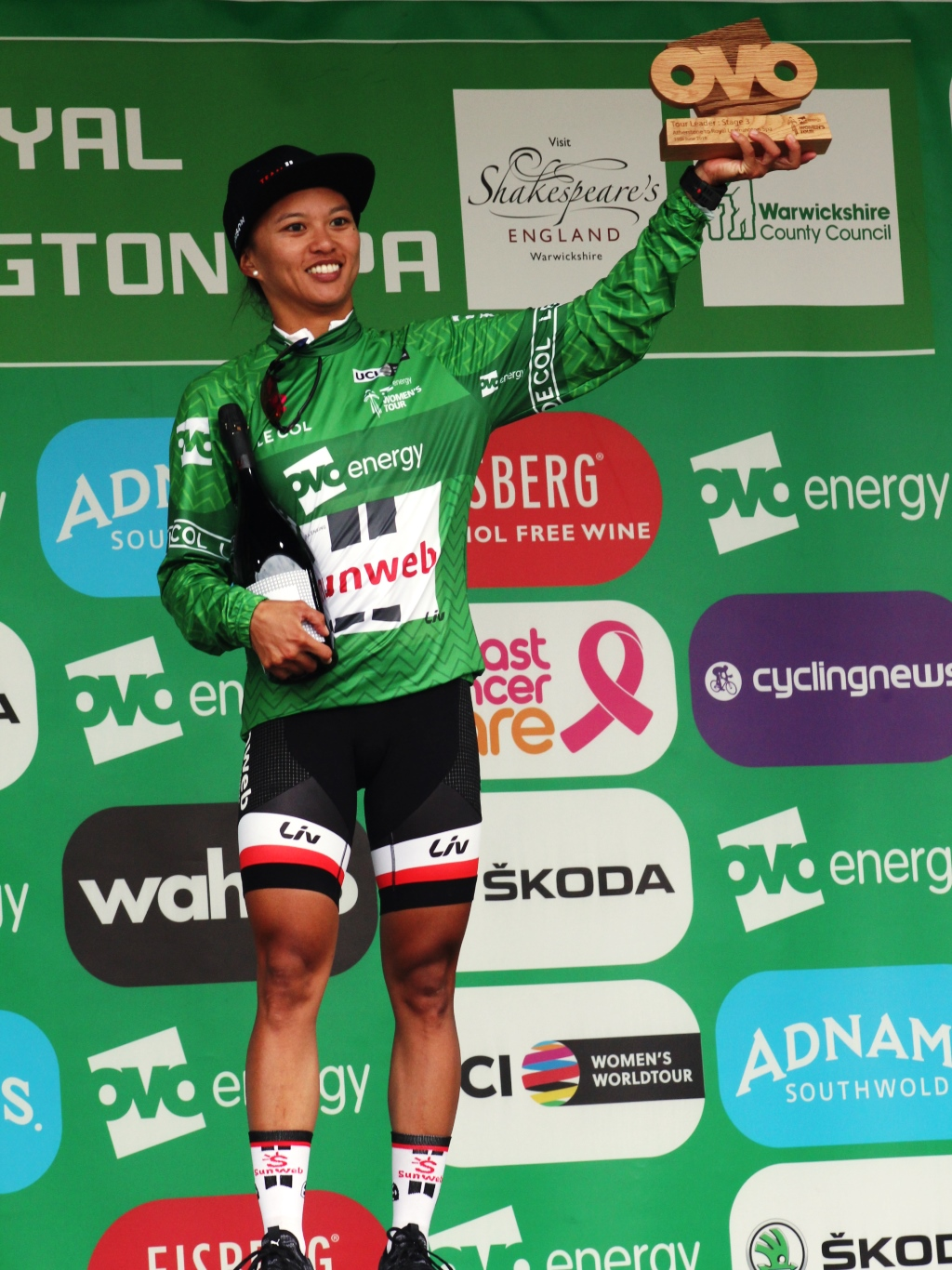
Coryn Rivera remporte le Women's Tour

Au Women's Tour, Coryn Rivera est troisième du sprint de la première étape,,.  Le lendemain, elle s'impose devant Marianne Vos grâce à un bon lancer de vélo. Elle s'empare de la tête du classement général,,. Elle est encore quatrième sur la troisième étape. Elle gère les dernière étape pour remporter le classement général de l'épreuve.
Au championnat d'Allemagne sur route, une échappée de sept coureuses se forme en début de course. Dans le dernier tour, Liane Lippert sort du peloton avec trois autres coureuses alors que l'avance du groupe de tête est encore d'une minute. Elle revient sur la tête, qui se dispute la victoire finale. Au sprint, Liane Lippert est la plus rapide et obtient ainsi le titre. Aux États-Unis, Coryn Rivera devient championne en devançant nettement au sprint Megan Guarnier et Emma White.

### Juillet
Au Tour d'Italie, la formation Sunweb remporte le contre-la-montre par équipes inaugural. Ellen van Dijk endosse le maillot rose,. Lors de la deuxième étape, Lucinda Brand se pare à son tour de la tunique de leader. Leah Kirchmann est quatrième de la troisième étape et prend la tête du classement général. Elle est cinquième le lendemain. Sur la cinquième étape, Lucinda Brand fait partie de l'échappée matinale. Dans la difficulté de la journée, les favorites attaquent. Sur le faux-plat qui suit, Ruth Winder, Tayler Wiles et Alice Maria Arzuffi accélèrent. Au sprint, Ruth Winder s'impose largement. Elle endosse le maillot rose,. La première arrivée au sommet est fatale à Leah Kirchmann. Lucinda Brand termine neuvième et devient quatrième du classement général. Elle est ensuite troisième du contre-la-montre en côte,. Seules quelques secondes séparent alors la deuxième de la quatrième du classement général. Sur la huitième étape, la Néerlandaise remporte le premier sprint intermédiaire. Dans la descente de la dernière côte, elle part avec Marianne Vos et Elisa Longo Borghini. Elle est troisième de l'étape et remonte ainsi à la deuxième place du classement général,. Sur le Zoncolan, elle se classe sixième, mais redescend à la quatrième place du classement général. Lors de l'ultime étape, à trente kilomètres de l'arrivée, Ellen van Dijk sort à son tour du peloton. Elle est reprise à dix-huit kilomètres de la ligne. Lucinda Brand règle le groupe de poursuivantes derrière Annemiek van Vleuten,. Elle est finalement quatrième du classement général. Sunweb est la meilleure équipe.
Au même moment, Floortje Mackaij dispute le Tour de Feminin - O cenu Ceskeho Svycarska avec la sélection nationale néerlandaise. Elle remporte la première étape légèrement détachée. Dans le contre-la-montre, elle doit laisser le maillot jaune à Lauretta Hanson. Elle s'impose néanmoins l'après-midi avec deux secondes d'avance sur le peloton. Le dernier jour, elle ne peut rien contre une échappée de six coureuses qui la relègue à la huitième place du classement général. 
À La course by Le Tour de France, Leah Kirchmann fait partie de l'échappée qui part. Elle est reprise dans le col de Romme. Lucinda Brand prend la onzième place. Sur le BeNe Ladies Tour, Pernille Mathiesen est troisième du prologue. À la RideLondon-Classique, Coryn Rivera se classe sixième.

### Août
Au championnat d'Europe du contre-la-montre, Ellen van Dijk conserve son titre pour deux secondes face à sa compatriote Anna van der Breggen,. 
Au contre-la-montre par équipes de l'Open de Suède Vårgårda, Sunweb se classe deuxième, battue par la formation Boels Dolmans pour seize secondes. Sur la course en ligne, Floortje Mackaij suit une des nombreuses attaques d'Anna van der Breggen. Au sprint, Coryn Rivera est huitième. La formation s'impose ensuite sur le contre-la-montre par équipes du Tour de Norvège trente-huit secondes devant l'équipe Mitchelton-Scott. Sur le Tour de Norvège, Floortje Mackaij se montre active durant la première étape. Coryn Rivera est troisième du sprint. Elle est septième le lendemain, puis deuxième lors de la dernière étape devancée par Marianne Vos. Coryn Rivera est troisième du classement général final, Floortje Mackaij huitième. 
Au Grand Prix de Plouay, Coryn Rivera suit les favorites et termine troisième du sprint.

### Septembre

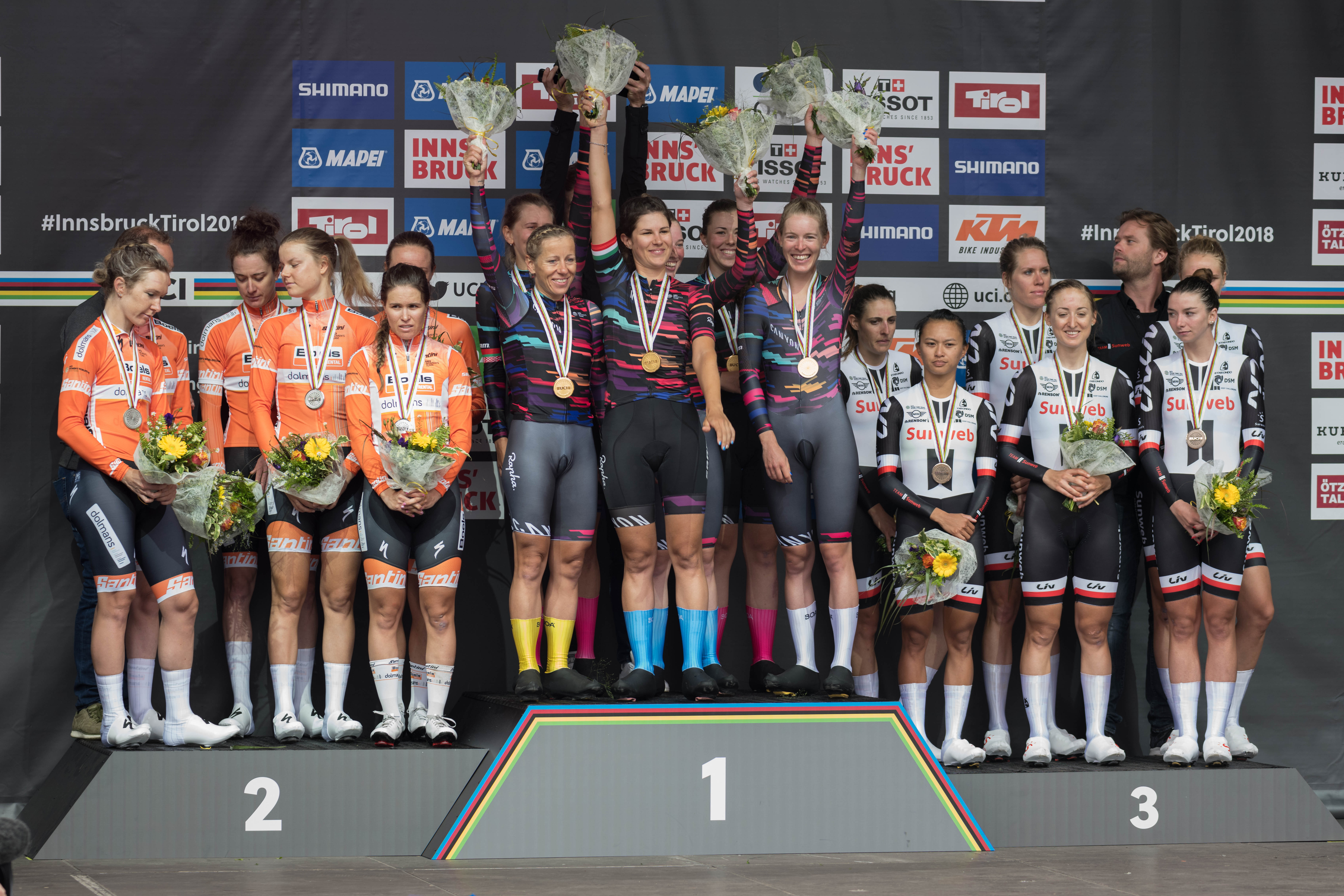
Podium des championnats du monde de contre-la-montre par équipes

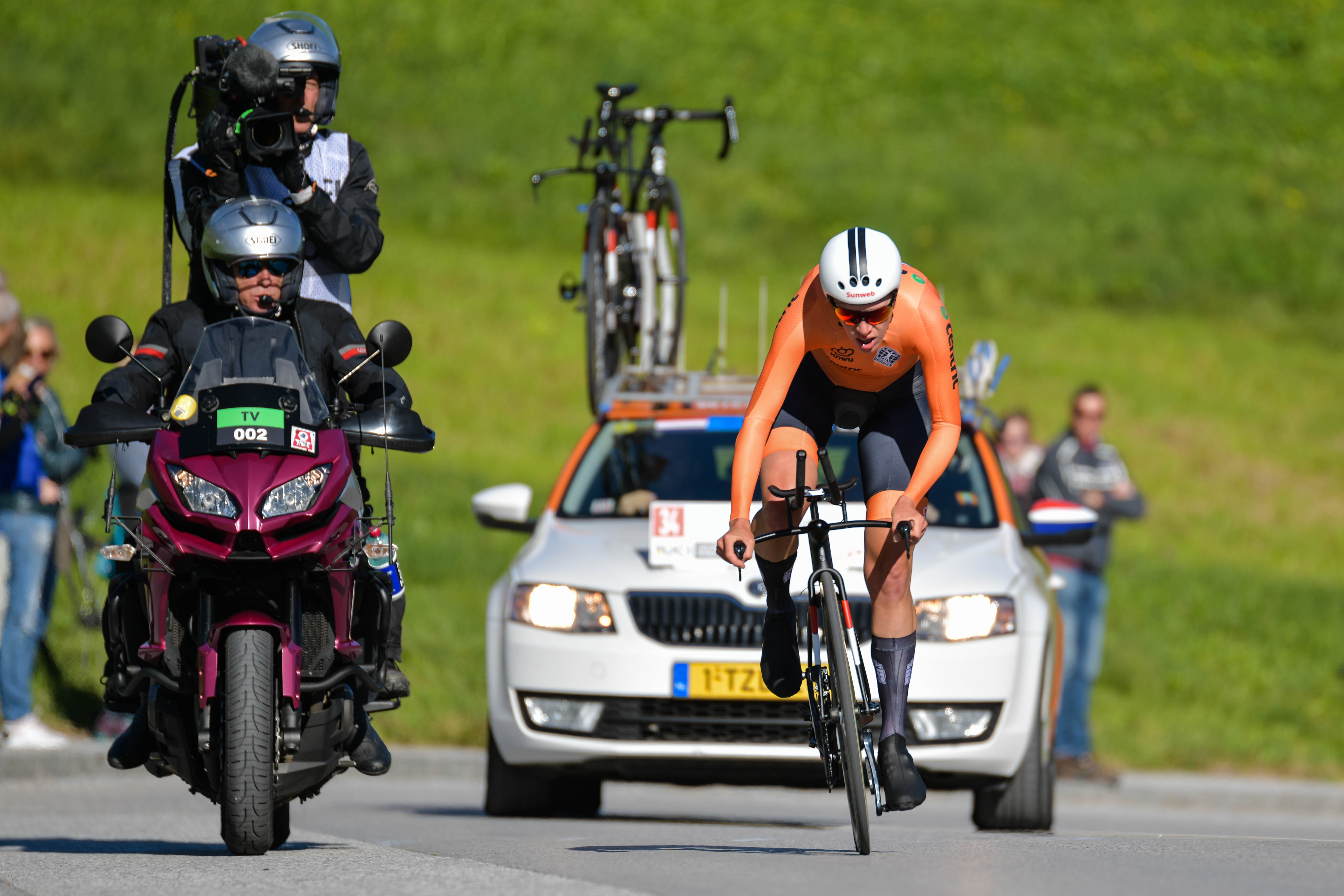
Ellen van Dijk est troisième du contre-la-montre

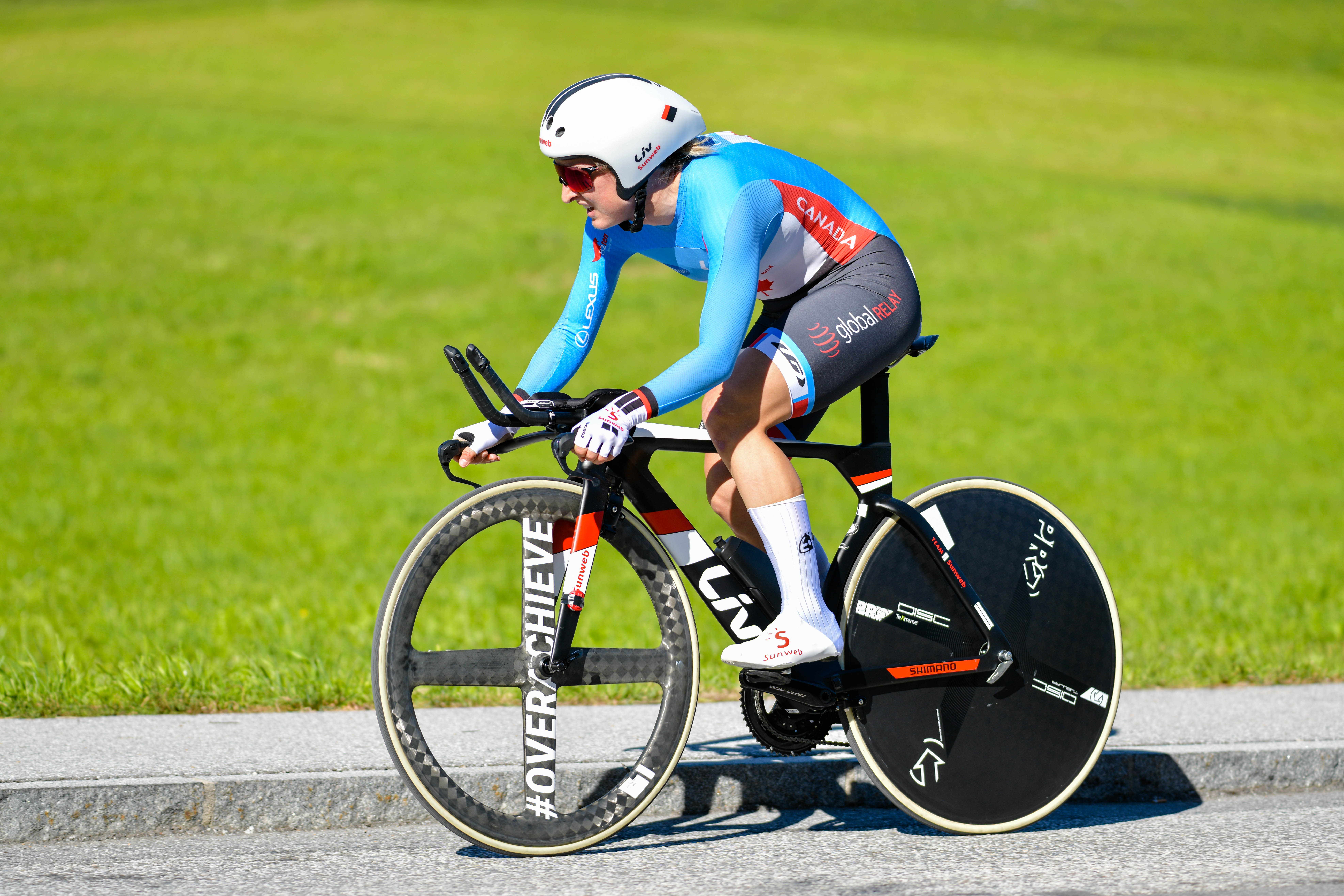
Leah Kirchmann est quatrième du contre-la-montre

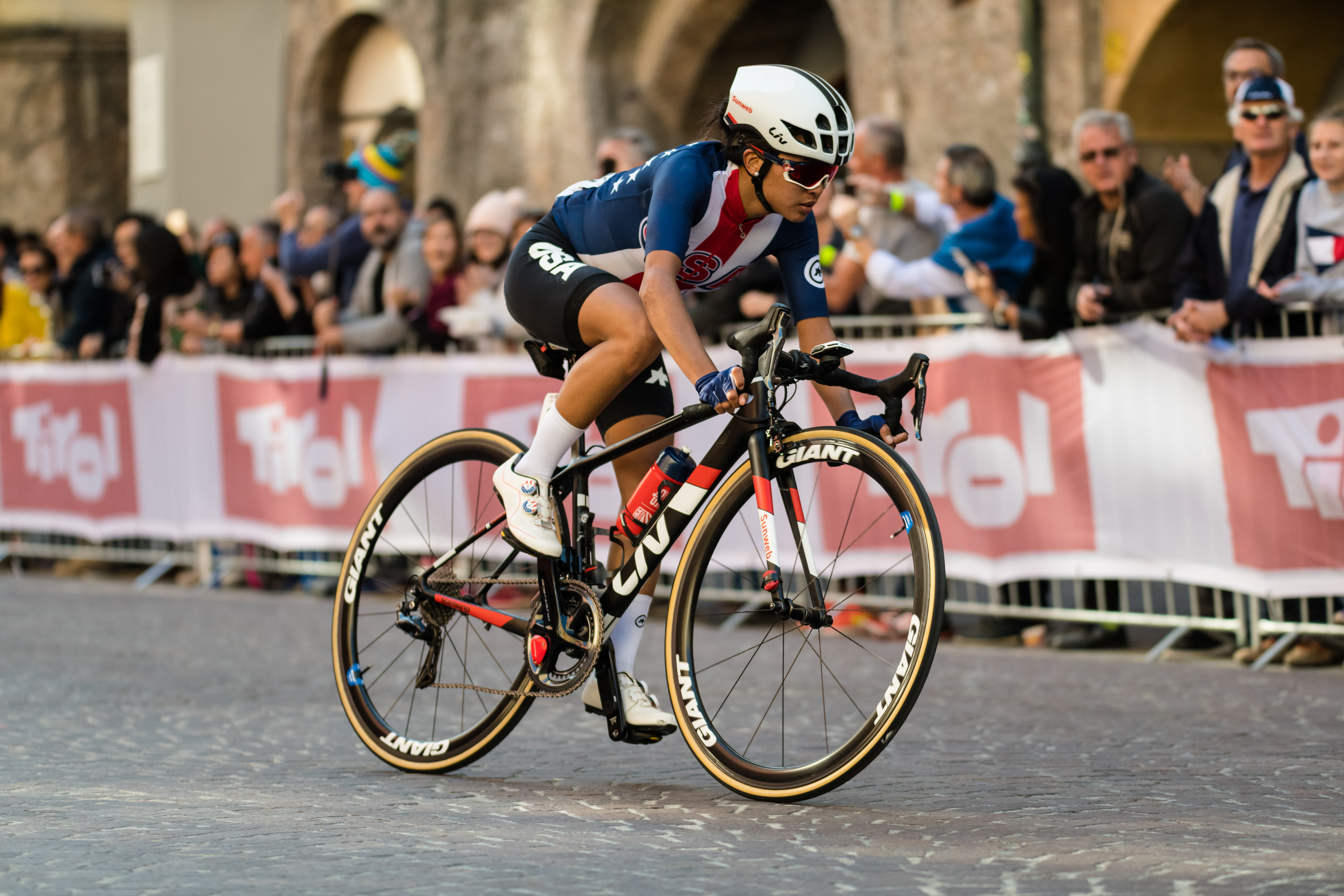
Coryn Rivera échappée lors des championnats du monde

Au Boels Ladies Tour, Ellen van Dijk se classe troisième du prologue. Leah Kirchmann est quatrième, Lucinda Brand sixième. Sur la deuxième étape, Ellen van Dijk fait partie du groupe de tête qui se forme après le deuxième prix des monts. Il est toutefois repris. Lucinda Brand prend l'échappée le lendemain. Sur la quatrième étape, elle est deuxième du sprint derrière Amalie Dideriksen. Lors de la cinquième étape, Pernille Mathiesen fait partie du premier groupe d'échappée. Leah Kirchmann s'infiltre dans le groupe de poursuite. Elles sont néanmoins reprises. Lucinda Brand est deuxième du sprint du peloton mais troisième de l'étape. Elle est alors deuxième du classement général. Sur le contre-la-montre individuel, Ellen van Dijk est deuxième derrière Annemiek van Vleuten. Finalement, Ellen van Dijk est deuxième du classement général, Leah Kirchmann est cinquième.
Au Tour de Belgique, Liane Lippert court sous les couleurs de la sélection nationale allemande.  Elle est sixième du prologue. Sur la dernière étape qui se déroule à Grammont, elle s'impose seule et remporte par la même occasion le classement général. Au Tour de l'Ardèche, Ruth Winder court sous les couleurs de l'équipe des États-Unis. Elle est sixième des deux premières étapes au sprint. Le lendemain, Ruth Winder profite du travail de Tayler Wiles pour s'imposer détachée,,. Lors de l'arrivée au sommet du Mont Serein, elle est certes sixième mais perd plus de deux minutes sur la tête de course. Elle est ensuite cinquième de la cinquième étape. Sur la sixième étape, dans une descente, Katarzyna Niewiadoma accélère avec Katie Hall alors que Mavi Garcia chute. Ruth Winder part ensuite, suivie de Katarzyna Niewiadoma. L'Américaine passe la ligne en première, mais la Polonaise endosse le maillot rose,. Ruth Winder est quatrième du Tour de l'Ardèche et en remporte le classement par points.
Au même moment, à La Madrid Challenge by La Vuelta, Sunweb remporte le contre-la-montre par équipes avec dix-huit secondes d'avance sur la formation Wiggle High5,. Sur la course en ligne, un groupe de dix-neuf échappée dont Ellen van Dijk anime l'épreuve. La Néerlandaise engrange les bonifications. Elle est sixième du classement de l'étape mais remporte le classement général devant Coryn Rivera.
Les championnats du monde débute par le contre-la-montre par équipes. Sunweb est favorite, mais passe au premier passage intermédiaire avec un retard de trente-cinq secondes face à Wiggle High5. Elle conserve ce retard et termine troisième à vingt-huit secondes de Canyon-SRAM,,. Sur le contre-la-montre individuel, Lucinda Brand réalise le premier temps de référence. Leah Kirchmann améliore sa marque. La première à la devancer est Ellen van Dijk. Elle est rapide dans la partie plate, mais perd du temps face à Anna van der Breggen dans la partie en côte. Annemiek van Vleuten venant prendre la première place, Ellen van Dijk est troisième. Leah Kirchmann est quatrième, Lucinda Brand sixième, Pernille Mathiesen douzième et Juliette Labous treizième,. Sur la course en ligne, dans la première ascension, Ellen van Dijk sort avec trois autres coureuses dans la descente. Elles sont les premières à passer la ligne d'arrivée avec trente secondes d'avance sur le peloton. Au sommet de la première ascension de la côte d'Igls, un nouveau regroupement s'opère. Coryn Rivera attaque alors et, grâce à une descente rapide, obtient trente secondes d'avance. À cinquante kilomètres de l'arrivée, elle est rejointe par Ellen van Dijk et cinq autres coureuses. Lors de l'ascension suivante, Ellen van Dijk est distancée. Finalement, Lucinda Brand est neuvième, Ruth Winder dixième,,.

### Octobre-décembre
Lucinda est très active en cyclo-cross et remporte notamment deux manches de Coupe du monde.

## Bilan
La confirmation de son printemps 2017 a été difficile pour Coryn Rivera. Toutefois, elle a pris une nouvelle dimension en étant désormais capable de lutter sur les courses à étapes comme le Tour de Thuringe ou le Women's Tour. Son principal succès de l'année reste son maillot de championne des États-Unis, victoire autour de laquelle elle tournait.

## Victoires

### Sur route
| Victoires | Victoires                                               | Victoires   | Victoires | Victoires        | Victoires |
| Date      | Course                                                  | Pays        | Classe    | Vainqueur        |           |
| --------- | ------------------------------------------------------- | ----------- | --------- | ---------------- | --------- |
| 25 fév.   | Omloop van het Hageland                                 | Belgique    | 1.1       | Ellen van Dijk   |           |
| 4 mars    | Circuit du Westhoek-Mémorial Stive Vermaut              | Belgique    | 1.2       | Floortje Mackaij |           |
| 28 mars   | À travers les Flandres                                  | Belgique    | 1.1       | Ellen van Dijk   |           |
| 28 mai    | 1re étape du Tour de Thuringe                           | Allemagne   | 2.1       | Coryn Rivera     |           |
| 14 juin   | 2e étape du Tour de Grande-Bretagne féminin             | Royaume-Uni | 2.WWT     | Coryn Rivera     |           |
| 17 juin   | Classement général, Tour de Grande-Bretagne féminin     | Royaume-Uni | 2.WWT     | Coryn Rivera     |           |
| 21 juin   | Championnat du Canada du contre-la-montre               | Canada      | CN        | Leah Kirchmann   |           |
| 24 juin   | Championnat des États-Unis sur route                    | États-Unis  | CN        | Coryn Rivera     |           |
| 30 juin   | Championnat d'Allemagne sur route                       | Allemagne   | CN        | Liane Lippert    |           |
| 5 juill.  | 1re étape du Tour de Feminin - O cenu Českého Švýcarska | Tchéquie    | 2.2       | Floortje Mackaij |           |
| 6 juill.  | 1re étape du Tour d'Italie                              | Italie      | 2.WWT     | Sunweb           |           |
| 7 juill.  | 4e étape du Tour de Feminin - O cenu Českého Švýcarska  | Tchéquie    | 2.2       | Floortje Mackaij |           |
| 10 juill. | 5e étape du Tour d'Italie                               | Italie      | 2.WWT     | Ruth Edwards     |           |
| 8 août    | Championnat d'Europe du contre-la-montre                | Royaume-Uni | CC        | Ellen van Dijk   |           |
| 16 août   | Contre-la-montre par équipes du Tour de Norvège féminin | Norvège     | 1.WWT     | Sunweb           |           |
| 7 sept.   | Classement général, Tour de Belgique                    | Belgique    | 2.1       | Liane Lippert    |           |
| 7 sept.   | 3e étape du Tour de Belgique                            | Belgique    | 2.1       | Liane Lippert    |           |
| 14 sept.  | 3e étape du Tour de l'Ardèche                           | France      | 2.1       | Ruth Edwards     |           |
| 15 sept.  | 1re étape de La Madrid Challenge by La Vuelta           | Espagne     | 2.WWT     | Sunweb           |           |
| 16 sept.  | Classement général, La Madrid Challenge by La Vuelta    | Espagne     | 2.WWT     | Ellen van Dijk   |           |
| 17 sept.  | 6e étape du Tour de l'Ardèche                           | France      | 2.1       | Ruth Edwards     |           |

### En cyclo-cross
| Date        | Course                                 | Pays     | Classe | Vainqueur     |
| ----------- | -------------------------------------- | -------- | ------ | ------------- |
| 13 janvier  | Championnat des Pays-Bas               | Pays-Bas | CN     | Lucinda Brand |
| 17 novembre | Coupe du monde #4, Tábor               | Tchéquie | CDM    | Lucinda Brand |
| 9 décembre  | Overijse                               | Belgique | C1     | Lucinda Brand |
| 23 décembre | Coupe du monde #6, Namur               | Belgique | CDM    | Lucinda Brand |
| 28 décembre | Trophée des AP Assurances #5, Loenhout | Belgique | C1     | Lucinda Brand |
| 29 décembre | Bredene                                | Belgique | C2     | Lucinda Brand |

### Résultats sur les courses majeures

#### World Tour
| Date                | #  | Course                                   | Pays            | Meilleure classée | Classement |
| ------------------- | -- | ---------------------------------------- | --------------- | ----------------- | ---------- |
| 3 mars              | 1  | Strade Bianche                           | Italie          | Ellen van Dijk    | 9e         |
| 11 mars             | 2  | Tour de Drenthe                          | Pays-Bas        | Coryn Rivera      | 6e         |
| 18 mars             | 3  | Trofeo Alfredo Binda-Comune di Cittiglio | Italie          | Coryn Rivera      | 15e        |
| 22 mars             | 4  | Trois Jours de la Panne                  | Belgique        | Coryn Rivera      | 14e        |
| 25 mars             | 5  | Gand-Wevelgem                            | Belgique        | Floortje Mackaij  | 8e         |
| 1er avril           | 6  | Tour des Flandres                        | Belgique        | Ellen van Dijk    | 7e         |
| 15 avril            | 7  | Amstel Gold Race                         | Pays-Bas        | Lucinda Brand     | 2e         |
| 18 avril            | 8  | Flèche wallonne                          | Belgique        | Liane Lippert     | 15e        |
| 22 avril            | 9  | Liège-Bastogne-Liège                     | Belgique        | Ellen van Dijk    | 5e         |
| 26-28 avril         | 10 | Tour de l'île de Chongming               | Chine           | -                 | -          |
| 10-13 mai           | 11 | Tour de Californie                       | États-Unis      | Juliette Labous   | 9e         |
| 19-22 mai           | 12 | Emakumeen XXXI. Bira                     | Espagne         | -                 | -          |
| 13-17 juin          | 13 | The Women's Tour                         | Grande-Bretagne | Coryn Rivera      | Vainqueur  |
| 6-15 juillet        | 14 | Tour d'Italie                            | Italie          | Lucinda Brand     | 4e         |
| 17 juillet          | 15 | La course by Le Tour de France           | France          | Lucinda Brand     | 11e        |
| 28 juillet          | 16 | RideLondon-Classique                     | Grande-Bretagne | Coryn Rivera      | 6e         |
| 10 août             | 17 | Open de Suède Vårgårda TTT               | Suède           | Sunweb            | 2e         |
| 12 août             | 18 | Open de Suède Vårgårda                   | Suède           | Coryn Rivera      | 8e         |
| 16 août             | 19 | Tour de Norvège TTT                      | Norvège         | Sunweb            | Vainqueur  |
| 17-19 août          | 20 | Tour de Norvège                          | Norvège         | Coryn Rivera      | 3e         |
| 25 août             | 21 | Grand Prix de Plouay                     | France          | Coryn Rivera      | 3e         |
| 28 août-2 septembre | 22 | Boels Rental Ladies Tour                 | Pays-Bas        | Ellen van Dijk    | 2e         |
| 15-16 septembre     | 23 | La Madrid Challenge by La Vuelta         | Espagne         | Ellen van Dijk    | Vainqueur  |
| 21 octobre          | 24 | Tour du Guangxi                          | Chine           | -                 | -          |

Coryn Rivera est cinquième du classement individuel et Ellen van Dijk dixième. La formation est troisième du classement par équipes.

#### Grand tour
| Grand tour            | Tour d'Italie                                  |
| --------------------- | ---------------------------------------------- |
| Coureuse (classement) | Lucinda Brand (4e)                             |
| Accessits             | 2 victoires d'étapes et classement par équipes |

## Classement mondial
| Classement UCI | Classement UCI     | Classement UCI | Classement UCI |
| Coureuse       | Coureuse           | Pays           | Points         |
| -------------- | ------------------ | -------------- | -------------- |
| 7e             | Coryn Rivera       | États-Unis     | 1265 pts       |
| 8e             | Ellen van Dijk     | Pays-Bas       | 1252 pts       |
| 20e            | Lucinda Brand      | Pays-Bas       | 738 pts        |
| 31e            | Leah Kirchmann     | Canada         | 556 pts        |
| 35e            | Floortje Mackaij   | Pays-Bas       | 521 pts        |
| 40e            | Liane Lippert      | Allemagne      | 476 pts        |
| 67e            | Ruth Edwards       | États-Unis     | 274 pts        |
| 116e           | Juliette Labous    | France         | 155 pts        |
| 172e           | Pernille Mathiesen | Danemark       | 91 pts         |
| 592e           | Julia Soek         | Pays-Bas       | 6 pts          |

Sunweb est troisième du classement par équipes.